# Рдесник Фриса
Рдесник Фриса рдесник Фріса (Potamogeton friesii) — вид багаторічних водних трав'янистих росли родини рдесникові (Potamogetonaceae).

## Опис
Багаторічник 80–140 см завдовжки. Квітконоси в 2–6 разів довші, ніж суцвіття, ниткоподібні, догори трохи потовщені. Суцвіття рідкісні. Стебла злегка сплюснуті. Листя з 5 жилками (рідше з 3–7). Пелюстки косо-еліптичні, 1.5–2 мм довжиною, з коротким прямим або відігнутим носиком.

## Поширення
Азія: Китай — Внутрішня Монголія, Казахстан, Таджикистан, Росія. Європа: північ Росії, Австрія, Ліхтенштейн, Бельгія, Люксембург, Велика Британія, Болгарія, Білорусь, Чорногорія, Чехія, Данія [вкл. Фарерські острови], Естонія, Фінляндія, Франція [вкл. Корсика], Німеччина, Нідерланди, Італія, Литва, Латвія, Молдова, Норвегія, Польща, Швеція, Україна. Північна Америка: Канада, північ США. 
Населяє ставки, озера, струмки.